# Holzmuseum Murau
Das Holzmuseum Murau befindet sich in St. Ruprecht ob Murau (Gemeinde Sankt Georgen am Kreischberg, Bezirk Murau, Österreich). Es widmet sich der historischen und traditionellen Seite der Thematik Holz, setzt sich aber auch mit der aktuellen Verwendung und Bedeutung von Holz auseinander. Die Ausstellungen werden für unterschiedliche Interessensgruppen aufbereitet. Neben seiner Aufgabe als klassisches Museum dient das Holzmuseum auch als Besucher- und Informationszentrum und ist Ausgangspunkt für geführte Touren in der Region, die sogenannten Holzwelt-Touren.

## Geschichte
Die Entstehung des Holzmuseums Murau geht auf den im Jahr 1984 gegründeten, privaten Verein „Steirisches Holzmuseum“ durch neun Personen zurück. Die Initiative dafür ging von Forsttechniker DI Hans Edler aus. Ziel des Vereins war und ist es, dem Werkstoff Holz wieder eine größere und zeitgemäße Bedeutung im Leben des heutigen Menschen zu verleihen. Durch die Mithilfe von vielen freiwilligen Helfern, Spendern und Visionären konnte im Jahr 1988 das Holzmuseum an seinem Standort in St. Ruprecht ob Murau mit einer Ausstellungsfläche von ca. 600 m² im umgebauten ehemaligen „Anthofer Ochsenstall“ eröffnet werden. Zwei Jahre später wurde die Ausstellungsfläche um den ehemaligen Schweinestall und das Wagengebäude erweitert und betrug nun rund 800 m². 1992 wurde beim Museum ein Holz- und Wasserspielplatze errichtet. Wiederum zwei Jahre später erfolgte die nächste Vergrößerung, als durch die Errichtung eines modernen Zubaus die Ausstellungsfläche auf 1000 m² erhöht wurde. Im gleichen Jahr begann die Gestaltung des Arboretums. Im Jahr 1995 war das Holzmuseum Teil der Steirischen Landesausstellung. Das zum Museum gehörige Spielhaus wurde 1998 eröffnet und 2002 die Ausstellungsfläche im HolzBauHaus um 150 m² erweitert.

## Gliederung
Die Gesamtausstellungsfläche umfasst etwa 10.000 m² und teilt sich auf das Hauptgebäude mit jährlich wechselnden Sonderausstellungen und der Permanentausstellung, das sogenannte „HolzBauHaus“ mit jährlich wechselnden Sonderausstellungen, dem Forstturm mit Informationen zur Forstwirtschaft, dem Holz-Wasser-Spielplatz für Kinder und das Arboretum, dem Baumgarten, mit 70 Baumarten auf.

### Haupthaus
Das Haupthaus
des Holzmuseums erstreckt sich über einen ehemaligen Rinderstall und einen modernen Zubau. Der Zubau ist ein moderner Holzbau aus Leimholz und Glas. Die Umsetzung der Dachgaube des Hauptgebäudes wurde mit dem Steirischen Holzbaupreis 2013 ausgezeichnet. Die Ausstellungsflächen im Haupthaus umfassen vier Stockwerke. Neben den Ausstellungsflächen sind auch der Haupteingang in das Museum und die Kassa hier untergebracht. Im Hauptgebäude sind die jährlich wechselnden Sonderausstellungen und die Dauerausstellung zu sehen. Die Dauerausstellung erstreckt sich über mehrere Stockwerke und gliedert sich in folgende Themenbereiche:
- Holzverwendung der Vergangenheit
- Altes Handwerk in Verbindung mit Holz
- Holzverwendung der Gegenwart
- Holzarten und ihre Verwendung
- Regenwald & Heimischer Wald/Klimawandel

### HolzBauHaus
In diesem Gebäude
haben holzver- und bearbeitende Betriebe aus der Region Murau die Möglichkeit sich zu präsentieren. Folgende Themen spielen eine Rolle:
- Lärche und heimischer Wald
- Energie, Bauen, Wohnen und Heizen
- Moderne Technologien im Holzbau
- Möbeldesign

### Forstturm
Der Forstturm
ist ein freistehender Pavillon, in welchem Informationen zu Flora und Fauna des Waldes, Forstwirtschaft und Jagd präsentiert werden.

### Holz-Wasser-Spielplatz
Ein Bereich für Kinder, welcher die Möglichkeit bietet sich spielerisch mit den Themen Holz und Wasser zu beschäftigen.

### Arboretum
Das Arboretum
ist ein begehbares Stück Wald, welches mit 70, teilweise auch seltenen, Baum- und Sträucherarten, bepflanzt ist. In diesem Teil des Museums finden Sonderveranstaltungen für Kinder und Familien in Zusammenarbeit mit Waldpädagogen statt. Die parkähnliche Anlage verfügt über Ruhezonen, einen Barfußweg, einen Wildbach, ein Insektenhotel, einen Ameisenhügel und eine Seminar- und Jausenhütte.

## Sonderausstellungen
Von 2009 bis 2013 standen die Sonderausstellungen in Zusammenarbeit mit der Holzwelt Murau unter dem Thema Lärche.
| Jahr      | Thema                                                             |
| --------- | ----------------------------------------------------------------- |
| 1988      | Waldsterben                                                       |
| 1989      | Bugholzklassiker aus der Produktion von Thonet Vienna             |
| 1990      | Kuriositäten aus Holz, was Tischler alles können                  |
| 1991      | Neue Holzbaukunst aus Vorarlberg                                  |
| 1992      | Holz und Musik                                                    |
| 1993      | Holz im Bild                                                      |
| 1994      | Energie aus Holz                                                  |
| 1995      | Landesausstellung „Holzzeit“                                      |
| 1996      | Spielen mit Holz                                                  |
| 1997      | Bauen mit Holz                                                    |
| 1998      | Kunststoff Holz                                                   |
| 1999      | Wild Wald Wunder                                                  |
| 2000      | Di´Zain (Holzdesign)                                              |
| 2001–2002 | Kommt Holz, Kommt Rad                                             |
| 2003      | Holzarten                                                         |
| 2004–2005 | „X'unds vom Baum“                                                 |
| 2006–2007 | „Wayuri – Gemeinsam für den Wald“                                 |
| 2008      | „Best of Holz“ 20 Jahre Holzmuseum                                |
| 2009      | „Larix“ ein Kind der Sonne                                        |
| 2010      | Lärchenholz & Lärchenpech                                         |
| 2011      | Lärche & Wasser                                                   |
| 2012      | Veredelung/Upgrading Regionale12                                  |
| 2012–2013 | Fotoausstellung 20(0) Jahre Holzbau in der Region Murau           |
| 2013      | Hallo Sonnenkind, Lärche – Design und Kunst                       |
| 2014      | Steirische Künstler im Holzmuseum                                 |
| 2014      | Stadtmodul HANI – Bauen mit Holz                                  |
| 2015      | Holz gibt den Ton an                                              |
| 2016      | "AUSG´FOINS"                                                      |
| 2017      | "Denk X Holz"                                                     |
| 2018      | Denk X Regional - Über - Regional                                 |
| 2019      | Denk Mal Nachhaltig an die Zukunft                                |
| 2019      | Denk Mal Wald-Wild-Jagd                                           |
| 2020–2021 | Hölzernes Papier & Namen                                          |
| 2020–2021 | Denk Mal Wald-Wild-Jagd: Schwerpunkt Gams-, Stein- und Muffelwild |
| 2022      | Holz - Faszination - Tradition                                    |
| 2022      | Denk Mal Wald-Wild-Jagd: Schwerpunkt Reh-, Rotwild und Spechte    |
| 2023      | Klimawandel - Wald - Lebensraum - Mensch                          |
| 2024      | Holz kann (fast) alles                                            |
| 2025      | Spielen mit HOLZ                                                  |

## Auszeichnungen
- Holzstraßenpreis (1995)
- Grüner Zweig (1997)
- Steirischer Holzbaupreis (1999)
- Österreichischer Museums Anerkennungspreis (1999)
- ICOM Museumsgütesiegel (2002, 2007 und 2009)
- Steirischer Holzbaupreis – Kategorie „Besser mit Holz“ (2013)